# Fernando Muscat
Fernando Muscat García (nacido el 13 de agosto de 1911 en Tobed, Aragón y fallecido el 20 de octubre de 2000 en Barcelona, Cataluña) fue un jugador  español de baloncesto. Nacido en la provincia de Zaragoza, con 10 años se instaló en Barcelona. Siempre vistió los colores del Laietà Basket Club.

## Pioneros del baloncesto español
Es uno de los pioneros del baloncesto español, al haber obtenido la primera medalla en una competición oficial para España, la plata del Europeo de Suiza 1935. Sus compañeros en este hito fueron los hermanos Alonso, Emilio y Pedro, (nacidos en Cuba, de padres vascos), Rafal Martín y Rafael Ruano, (de origen centroamericano), Cayetano Ortega, (de origen caribeño), y los catalanes Armando Maunier y Juan Carbonell. El seleccionador era Mariano Manent, nacido en Argentina de padres españoles, y afincado en Cataluña.